# Marokko op 1
Marokko op 1 is een vierdelige Nederlandse documentaire van de omroep PowNed. Het wordt gepresenteerd door Rutger Castricum en wordt uitgezonden op NPO 1.
De aanleiding van de documentaire is het WK voetbal 2018, waar Marokko na lange tijd van afwezigheid aan deelneemt. In het programma wordt een achttal personen uit drie verschillende generaties Marokkanen gevolgd. Het programma bespreekt waar het hart ligt van de Marokkaanse gemeenschap: in Nederland of Marokko, en waarom.